# Nätnavarretia
Nätnavarretia (Navarretia intertexta) är en blågullsväxtart som först beskrevs av George Bentham, och fick sitt nu gällande namn av William Jackson Hooker. Enligt Catalogue of Life ingår Nätnavarretia i släktet navarretior och familjen blågullsväxter, men enligt Dyntaxa är tillhörigheten istället släktet navarretior och familjen blågullsväxter. Arten förekommer tillfälligt i Sverige, men reproducerar sig inte.

## Underarter
Arten delas in i följande underarter:
- N. i. intertexta
- N. i. propinqua

## Bildgalleri

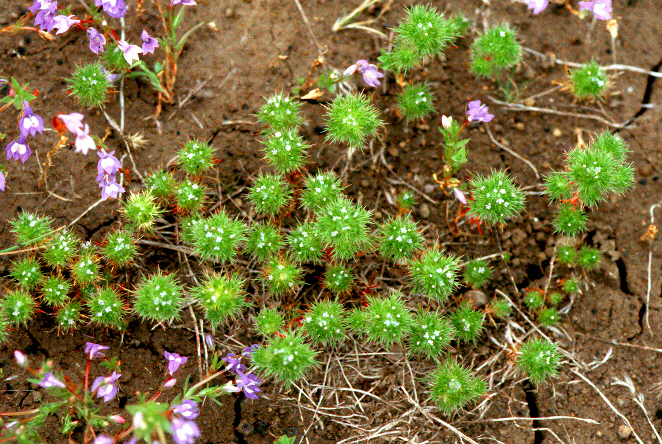
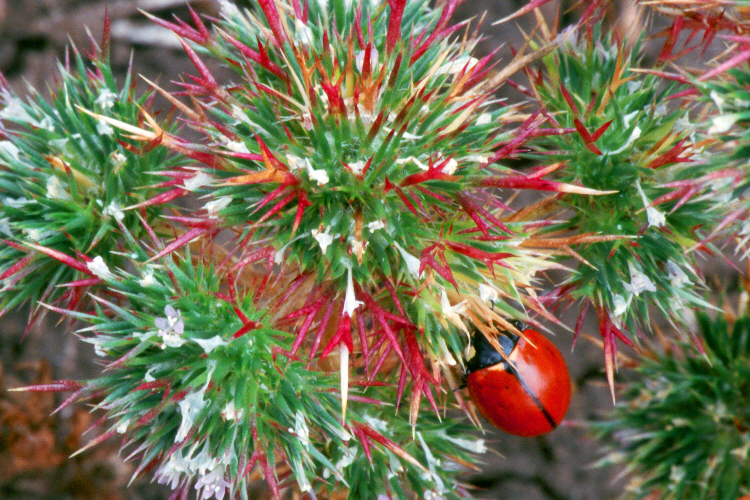